# موزه علم بوستون
موزه علم بوستون (انگلیسی: Museum of Science) یک موزه طبیعت و علم با تأسیسات جانورشناسی سرپوشیده است که در پارک علمی، در قطعه زمینی در بوستون و کمبریج، ماساچوست، واقع شده که روی رودخانه چارلز قرار دارد. همراه با بیش از 700 نمایشگاه تعاملی، موزه هر روز تعدادی نمایش زنده و تعاملی را در سرتاسر ساختمان به همراه نمایش فیلم برنامه‌ریزی‌شده در افلاک‌نمای چارلز هیدن و تئاتر موگار اومنی (تنها تئاتر IMAX گنبدی نیوانگلند) ارائه می‌کند. 
علاوه بر این، موزه علوم یکی از اعضای معتبر انجمن باغ وحش ها و آکواریوم ها (AZA) است و بیش از 100 حیوان را در خود جای داده است که بسیاری از آنها تسلیم، مصادره، نجات یا بازسازی شده اند.

## تاریخچه
سال های اول
این موزه به عنوان انجمن تاریخ طبیعی بوستون در سال 1830 شروع به کار کرد که توسط مجموعه ای از افرادی که مایل به اشتراک گذاری علایق علمی بودند تأسیس شد. اولین جلسه آن ها در 9 فوریه 1830 با حضور هفت عضو اصلی برگزار شد: والتر چانینگ، بنجامین دی. گرین، جورج هیوارد، جان ور، ادوارد بروکس، آموس بینی و جورج بی امرسون. 
در قرن نوزدهم به آن موزه تاریخ طبیعی بوستون می گفتند و این نام اغلب در آثار ادبی وجود دارد. در سال 1862، ساختمانی در منطقه Back Bay شهر ساخته شد و به موزه تاریخ طبیعی نیوانگلند لقب گرفت. این موزه در کنار ساختمان اصلی راجرز موسسه فناوری ماساچوست (MIT) قرار داشت و هر دو ساختار نئوکلاسیک توسط ویلیام جی پرستون طراحی شده بودند. ساختمان اصلی MIT در سال 1939 تخریب شد، اما ساختمان موزه تاریخ طبیعی امروزه به عنوان ویترین اثاثیه خانه باقی مانده است.
تعداد زیادی کار علمی توسط جامعه آن، به ویژه در مورد زمین شناسی انجام شده است، و نتایج این کار را می توان در مجموعه مقالات انجمن تاریخ طبیعی بوستون یافت که اکنون به صورت رایگان در دسترس است. یک کتابخانه و اتاق های کودکان در حدود سال 1900 به موزه اضافه شد. در سال 1939 تحت مدیریت هنری برادفورد واشبرن جونیور، کوهنورد مشهور آمریکایی، به موزه علوم تغییر نام داد.
موزه تاریخ طبیعی بوستون 1830/1864-1945 را نباید با موزه خصوصی تاریخ طبیعی وارن (1858-1906، در خیابان چستنات در بوستون) اشتباه گرفت. محتویات مجموعه اخیر، از جمله اولین ماستودون دست نخورده، در سال 1906 به موزه آمریکایی تاریخ طبیعی شهر نیویورک منتقل شد.
موزه آن زمان و اکنون، نمایشگاهی از مصنوعات سال های اولیه جامعه، در نزدیکی طبقه دوم ورودی بال آبی به تئاتر برق در موزه امروزی قرار دارد.

پس از جنگ جهانی دوم
پس از جنگ جهانی دوم، ساختمان قدیمی موزه علوم فروخته شد و موزه دوباره با نام موزه علوم بوستون تغییر مکان داد. تحت رهبری بردفورد واشبرن، جامعه آن با کمیسیون منطقه شهری برای اجاره 99 ساله زمین روی پل سد رودخانه چارلز، که اکنون به عنوان پارک علمی شناخته می شود، مذاکره کرد. موزه برای استفاده از زمین سالانه 1 دلار به دولت می پردازد. ساخت و توسعه در سال 1948 آغاز شد و این موزه در سال 1951 افتتاح شد که اولین موزه علمی جامع در کشور آمریکا است.
در این چند سال اول، موزه یک سیاره‌نمای سیار ایجاد کرد، نسخه‌ای از آن هنوز هم هر ساله به بسیاری از مدارس ابتدایی در منطقه بوستون بزرگ آورده می‌شود. آن ها هم چنین در این سالهای اولیه، "Spooky" جغد شاخدار بزرگی را به دست آوردند که به نماد یا طلسم موزه تبدیل شد. او تا 38 سالگی زندگی کرد، طولانی ترین جغد شاخدار بزرگی که شناخته شده است. امروزه، تعدادی دیگر از نمونه‌های تاکسیدرمی به نمایش گذاشته شده‌اند که به کودکان درباره حیوانات نیوانگلند و جهان آموزش می‌دهند.

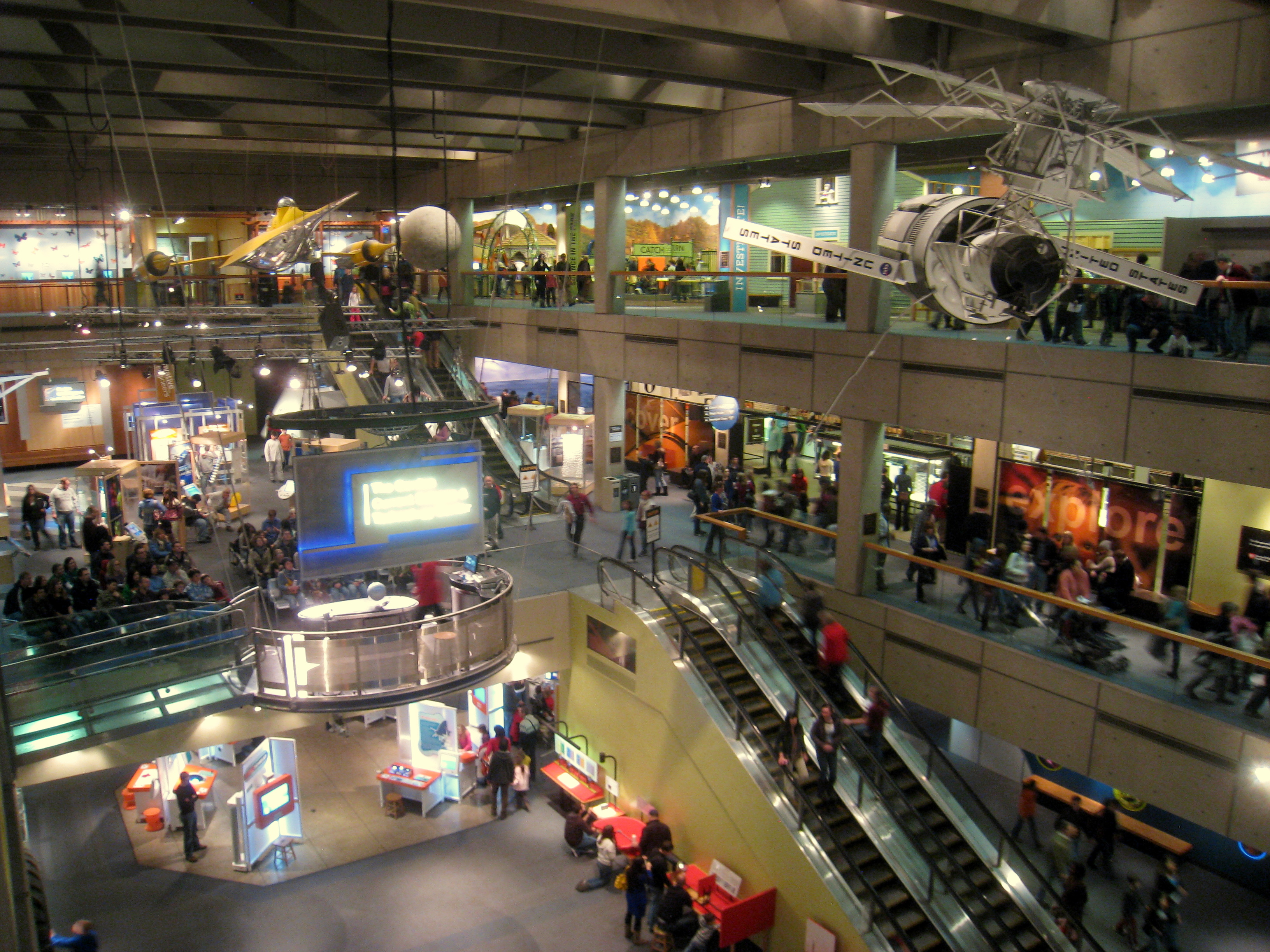
یک نمایشگاه در بال آبی - موزه علم بوستون

توسعه‌های بسیار بیشتری در دهه‌های 1970 و 1980 ادامه یافت. در سال 1999، موزه کامپیوتر در بوستون بسته شد و به بخشی از موزه علوم تبدیل شد و برخی از نمایش‌های آموزشی آن را ادغام کرد، اگرچه بیشتر آثار تاریخی به موزه تاریخ کامپیوتر در Mountain View، کالیفرنیا منتقل شدند.
در سال 2005 و 2006 یک بازسازی و گسترش عمده انجام شد. در سال 2010، سیاره‌نمای چارلز هیدن برای نوسازی بسته شد و از آن زمان دوباره بازگشایی شد.
ورودی اصلی موزه در مرز بین شهرهای بوستون و کمبریج قرار دارد و این مرز با یک نشانگر تعبیه شده در کف داخل موزه مشخص می شود. در سال 2013، موزه علوم محل برگزاری اولین جلسه مشترک شوراهای شهر بوستون و کمبریج برای بحث در مورد اقدامات سیاستی برای بهبود حفظ و نگهداری فارغ التحصیلان مستعد جدید دانشگاه در این منطقه بود.

آینده
از سال 2013، موزه علوم در حال بازسازی اساسی برای ارتقاء ساختار فیزیکی و توسعه محتوای آموزشی جدید بوده است. یک کمپین 250 میلیون دلاری تقریباً نیمی از سالن‌های نمایشگاه را از سال 2012 ارتقاء می‌دهد و سه نمایشگاه بزرگ جدید افتتاح می‌کند. 
در 18 اکتبر 2016، شهردار سابق شهر نیویورک، مایکل بلومبرگ فاش کرد که بنیاد او 50 میلیون دلار به موزه اهدا می کند که بزرگترین هدیه در تاریخ موسسه است.
این موزه همچنین Wicked Smart: Invented in the Hub را افتتاح کرد، نمایشگاهی از فناوری های جدید، به ویژه آنهایی که در منطقه بوستون یا اطراف آن ایجاد شده اند. این نمایشگاه جدید همچنین شامل چند فعالیت تعاملی، از جمله نوع جدیدی از ویلچر است که بازدیدکنندگان می توانند روی آن بنشینند و مانور دهند. یک ویدئو پروجکشن دیجیتال تعاملی در مقیاس بزرگ که در آزمایشگاه رسانه MIT با استفاده از حسگرهای Xbox Kinect ابداع شده است، در بین بازدیدکنندگان بسیار محبوب است که می توانند نمایشگرهای بصری پیچیده را با استفاده از حرکات و حرکات بدن کنترل کنند.